# Matt Schofield

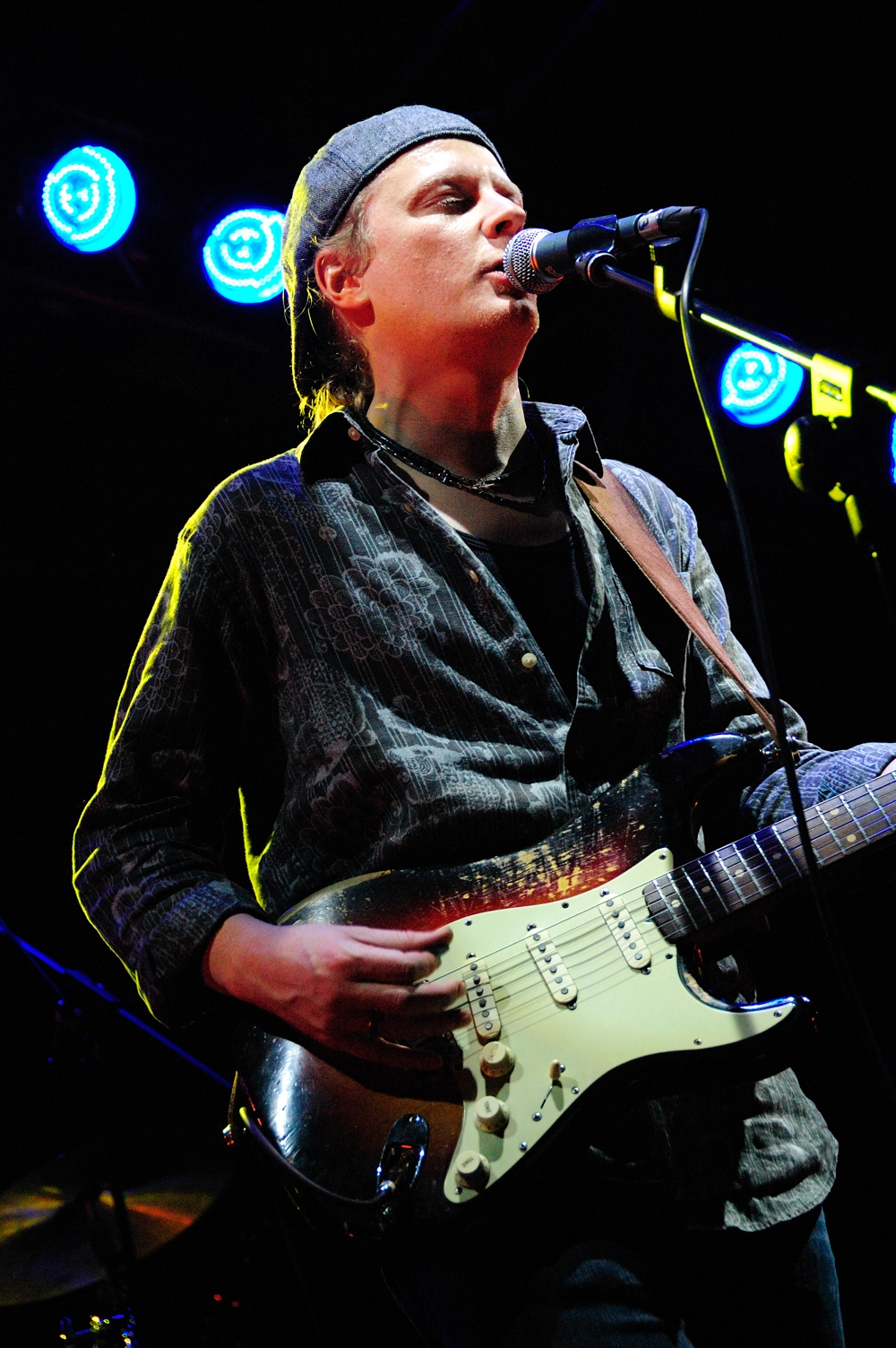
Matt Schofield im Crossroads Live Club in Osteria Nuova, 2009

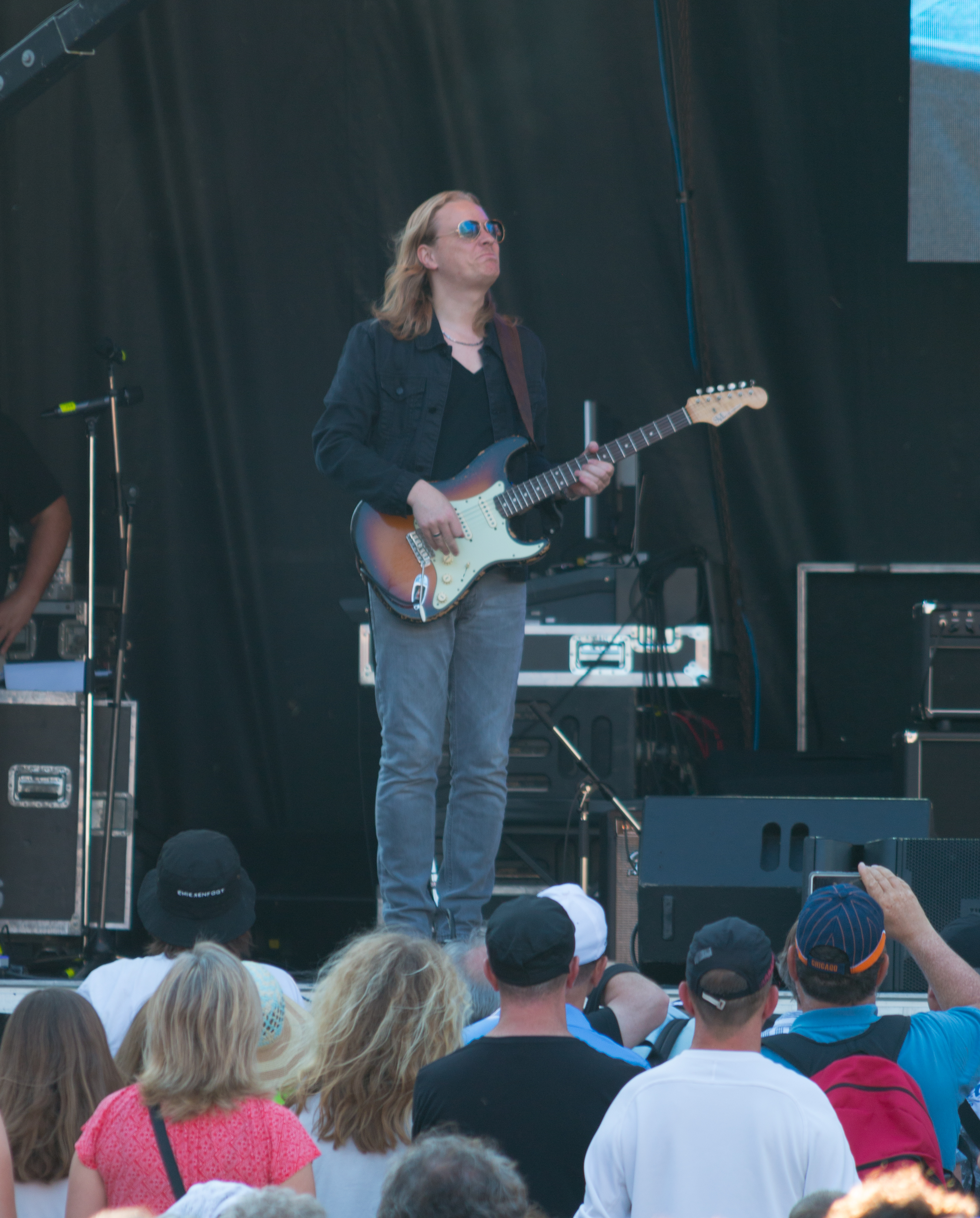
Matt Schofield beim Kitchener Blues Festival, 2014

Matt Schofield (* 21. August 1977 in Manchester, England) ist ein englischer Bluesgitarrist und Sänger.

## Biografie
Mit 12 Jahren begann Schofield, ernsthaft Gitarre zu spielen. Nach dem College ging Schofield nach London, wo er mit verschiedenen Musikern auftrat. Er fiel Dana Gillespie auf, die ihn in ihre Band nahm. Schließlich gründete er seine eigene Band, das „Matt Schofield Trio“, das statt eines Bassisten einen Keyboardspieler hatte. Ihr erstes Album The Trio, Live erschien 2004 und erhielt gute Kritiken.
Schofield war weltweit auf Tour und trat mit etlichen Größen des Blues auf. Das „Guitar & Bass Magazine“ zählte ihn zu den 10 besten britischen Gitarristen aller Zeiten. Das Album Anything But Time wurde von Mojo zum besten Bluesalbum des Jahres 2011 gewählt.
Schofield wurde in die „Hall of Fame“ der British Blues Awards aufgenommen, nachdem er dreimal in Folge – 2010 bis 2012 – zum Gitarristen des Jahres gewählt worden war.

## Diskographie
- 2004: The Trio, Live
- 2005: Live at the Jazz Café
- 2005: Siftinʼ Thruʼ Ashes
- 2007: Ear to the Ground
- 2009: Heads, Tails & Aces
- 2011: Anything But Time
- 2012: Ten From The Road
- 2014: Far As I Can See